# Chiến dịch tấn công Odessa
Chiến dịch tấn công Odessa (26 tháng 3 - 14 tháng 4 năm 1944) là một trong các chiến dịch quân sự cuối cùng giữa Quân đội Liên Xô và Quân đội Đức Quốc xã trong chuỗi chiến dịch hữu ngạn sông Dniepr thuộc Chiến tranh Xô-Đức, một phần của Chiến tranh thế giới thứ hai. Do thời điểm phát động tiếp tục tấn công chỉ sau Chiến dịch tấn công Bereznegovatoye–Snigirevka một tuần với cơ cấu binh lực và những nhiệm vụ đã được vạch ra từ đầu tháng 3 năm 1944 nên chiến dịch này được một số tác giả coi là giai đoạn 2 của các hoạt động quân sự tại khu vực Nikolayev - Odessa của Quân đội Liên Xô. Trên thực tế, chiến dịch tiếp tục hoàn thành các mục tiêu tiếp theo mà Chiến dịch Bereznegovatoye–Snigirevka còn chưa thực hiện được. Trong chiến dịch này, Phương diện quân Ukraina 3 (Liên Xô) do đại tướng R. Ya. Malinovsky làm tư lệnh, với sự trợ giúp của Hạm đội Biển Đen do Đô đốc F. S. Oktyabrskiy chỉ huy đã một lần nữa đánh bại Tập đoàn quân 6 (Đức) và Tập đoàn quân 3 (Romania); giải phóng vùng lãnh thổ duyên hải miền Tây Nam Ukraina nằm giữa sông Bug Nam và sông Dnister, trong đó có hai trung tâm quan trọng là thành phố Nikolayev và thành phố cảng quan trọng Odessa.
Kết thúc chiến dịch, Phương diện quân Ukraina 3 tiến ra biên giới Ukraina - Moldova và Ukraina - Romania ở hạ lưu sông Dniestr, bên cánh trái Phương diện quân Ukraina 2 và tổ chức phòng thủ tại đây. Đến tháng 8 năm 1944, hai phương diện quân này đã tổ chức Chiến dịch tấn công chiến lược Iaşi-Chişinău, đánh sập tuyến phòng thủ của liên quân Đức-Romania, buộc Romania phải rút khỏi chiến tranh và quay súng chống lại nước Đức Quốc xã, mở đường cho Quân đội Liên Xô tiến vào vùng Balkan.

## Bối cảnh
Sau Chiến dịch tấn công Bereznegovatoye–Snigirevka, Phương diện quân Ukraina 3 phải tạm dừng chiến thuật để củng cố binh lực, bổ sung trang bị, phương tiện, đặc biệt là các phương tiện vượt sông. Thời gian đòi hỏi đặc biệt gấp rút vì trên cánh phải, Tập đoàn quân 58 vẫn đang chống trả các cuộc phản kích của Quân đoàn bộ binh 52 và Quân đoàn xe tăng 57 (Đức) tại hai đầu cầu Konstantinovka và Voznesensk. Ở cánh trái, Quân Đức tiếp tục củng cố khu phòng ngự quanh phía Đông thành phố Nikolayev giờ đây đã trở thành mặt trận.
Địa hình khu vực Odessa - Berezivka - Tiraspol gần giống như địa hình khu vực Nikolayev - Bereznegovatoye – Snigirevka, cao ở phía Bắc và thấp dần về phía Nam. Ở ven biển ngoài hai cửa sông lớn là Nam Bug và Dniestr còn có nhiều lạch nước sâu do các lòng sông cũ để lại với các bãi lầy trên bờ biển. Odessa là hải cảng quân sự quan trọng thứ hai trong vùng Tây Bắc biển Đen (sau Sevastopol), đảm nhận một phần việc tiếp tế hậu cần và vận tải của quân đội Đức Quốc xã ở Nam Ukraina và là nơi trú đậu, sửa chữa, bảo dưỡng của các tàu tuần duyên, tàu vận tải Đức.

## Binh lực và kế hoạch

### Quân đội Liên Xô
Binh lực của quân đội Liên Xô tham gia chiến dịch về cơ bản là binh lực đã tham gia chiến dịch Bereznegovatoye–Snigirevka với biên chế giảm đi. Ngày 30 tháng 3 năm 1944, Tập đoàn quân 28 của tướng A. A. Grechkin được rút về lực lượng dự bị của Đại bản doanh và đến ngày 27 tháng 5, nó được điều đến Phương diện quân Byelorussia 1. Các tập đoàn quân còn lại đều được bổ sung quân số, xe tăng, pháo và vũ khí, trang bị. Đến ngày 26 tháng 3, binh lực của Phương diện quân Ukraina 3 có 6 tập đoàn quân bộ binh, 1 tập đoàn quân không quân gồm 57 sư đoàn bộ binh, 3 quân đoàn xe tăng và cơ giới, 1 cụm kỵ binh cơ giới. Tổng quân số có 470.000 người, được trang bị 435 xe tăng và pháo tự hành, 12.678 pháo và súng cối (trong đó có hơn 3.000 khẩu pháo và súng cối chiến lợi phẩm), 436 máy bay.
Đặc điểm chung về kế hoạch tấn công của Phương diện quân Ukraina 3 không thay đổi so với những gì họ đã thực hiện để làm nên thắng lợi (tuy không trọn vẹn) tại Chiến dịch Bereznegovatoye–Snigirevka trước đó một tuần. Họ vẫn dùng chiến thuật tấn công bằng xe tăng và kỵ binh từ phía Bắc, vòng tránh những vùng đất thấp, bãi lầy ven biển và khép vòng vây theo tuyến sông ở những điểm giới hạn của chiều sâu nhiệm vụ. Sau đó, các tập đoàn quân bộ binh tổ chức tấn công vỗ mặt, phối hợp với một số sư bộ binh tấn công dọc theo bờ biển, ngăn chặn quân Đức chạy thoát bằng đường biển.
Điểm mới so với chiến dịch Chiến dịch Bereznegovatoye–Snigirevka là sự tham chiến dịch của Hạm đội Biển Đen do Đô đốc F. S. Oktyabrskiy chỉ huy. Sử dụng hải quân đánh bộ, Hạm đội có nhiệm vụ phối hợp với bộ binh đánh chiếm cảng Odessa. Các chiến hạm, các tàu cao tốc phóng lôi và không quân của hải quân sử dụng hỏa lực yểm hộ quân đổ bộ và yểm hộ cho bộ binh, thiết giáp trong tấn công các cứ điểm gần bờ. Các đơn vị tàu vớt mìn có nhiệm vụ giải tỏa hàng rào thủy lôi, mở luồng ra vào cảng. Công binh công trình thuộc hạm đội tiếp quản và khôi phục các bến, bãi của quân cảng, cảng hàng hóa và các xưởng đóng tàu tại Odessa; thu hồi, tiếp quản các chiến lợi phẩm là tài sản quân sự thuộc quyền quản lý của hải quân.

### Quân đội Đức Quốc xã
Mặc dù bị thiệt hại nặng trong cuộc phòng thủ tại Bereznegovatoye–Snigirevka nhưng Tập đoàn quân 6 (Đức) vẫn còn sức kháng cự đáng kể. Quân Romania vẫn còn giữ được biên chế cơ bản. Đến ngày 26 tháng 3, liên quân Đức-Romaina tại khu vực vẫn còn 20 sư đoàn gồm 16 sư đoàn Đức và 4 sư đoàn Romania, trong đó có 2 sư đoàn xe tăng, 1 trung đoàn pháo tự hành. Tổng quân số khoảng 350.000 người, trang bị chủ yếu còn lại gồm 160 xe tăng và pháo tự hành, 3.200 pháo và súng cối, 550 máy bay, trong đó 400 chiếc của Tập đoàn không quân 4 (Đức), khoảng 150 chiếc của Quân đoàn không quân 1 (Romania).
Các tuyến phòng thủ chủ yếu của quân Đức và Romania chủ yếu dựa vào sông Nam Bug và sông Dniestr. Ngoài ra, trên bờ các sông nhỏ như Tiligul, Bolshaya Kuyanik, Malyi Kuyanik, cũng được bố trí các cụm chốt phòng thủ. Thành phố Odessa cũng được cấu trúc thành trung tâm phòng ngự mạnh và được gán cho tên gọi "Pháo đài của Quốc trưởng". Các trung đoàn xe tăng và pháo được bố trí phòng thủ tại Odessa, Berezivka và Nikolayev. Các trung đoàn bộ binh được bố trí dọc theo các tuyến sông, đầm phá, các con lạch. Riêng khu vực pháo đài Ochakov được bố trí một trung đoàn bộ binh sơn chiến. Các bãi mìn và chướng ngại vật cũng được bố trí dọc bờ tây sông Nam Bug và xung quanh Odessa.

## Diễn biến

### Vượt sông Nam Bug
Tướng Ewald von Kleist hy vọng thời tiết mưa dầm và các cuộc phản đột kích giữa tháng 3 sẽ làm cho quân đội Liên Xô phải bố trí lại lực lượng và chưa thể tổ chức tấn công trong hạ tuần tháng 3. Nhưng quân đội Liên Xô chẳng những vẫn giữ nguyên việc bố trí binh lực mà còn tấn công sớm hơn. Ngày 26 tháng 3, Quân đoàn xe tăng 23 và Quân đoàn cơ giới cận vệ 2 bất ngờ vượt sông Nam Bug ở ở phía Bắc Voznesensk, đánh thiệt hại nặng Sư đoàn bộ binh 9 Romania và sư đoàn bộ binh 153 (Đức) ở Novyi Khutov (???), Tsvetkov (???) và tấn công theo hướng chung đến Zhovten. Ngày 27 tháng 3, tướng Ewald von Kleist điều Sư đoàn xe tăng 23 từ Berezivka kéo lên phản kích nhưng lại để hở hướng trung tâm mặt trận. Đêm 27 rạng ngày 28 tháng 3, Cụm kỵ binh cơ giới của tướng Issa Aleksandrovich Pliyev vượt sông Nam Bug ở phía Nam Voznesensk và tấn công ngay khi trời vừa sáng. Đến ngày 29 tháng 3, Quân đoàn cơ giới cận vệ 4 liên lạc được với Quân đoàn cơ giới cận vệ 2. Xe tăng, cơ giới Liên Xô đã phát triển khu vực đầu cầu rộng đến 22 km từ Konstantinovka đến Voznesensk sâu từ 8 đến 12 km. Quân đoàn xe tăng 57 (Đức) không thể phá nổi căn cứ đầu cầu này và buộc phải lùi về Berezivka phòng ngự. Ngày 29 tháng 3, các Tập đoàn quân 37 và 57 cũng có mặt ở hữu ngạn sông Nam Bug và tấn công theo hướng chung đến Karlsrukh (???) và Landau (???). Ở giữa mặt trận, ngày 27 tháng 3, Tập đoàn quân 46 và Tập đoàn quân 8 tổ chức vượt sông ở Aleksandrovka (???) và Novo Odessa và đến ngày 29 tháng 3 đã tấn công đến Peschanyi Brod (Pishchanyi Brid) và Shirokolanovka.
Ngày 29 tháng 3, Cụm kỵ binh cơ giới Pliyev và Tập đoàn quân 37 tổ chức vượt con sông nhỏ Tiligul trong hành tiến và công kích cụm cứ điểm Berezivka. Quân đoàn xe tăng 57 (Đức) phải kéo Sư đoàn xe tăng 3 SS từ Nikolayev về và tung toàn bộ hai sư đoàn xe tăng ra chống chọi với Cụm kỵ binh cơ giới (Liên Xô). Ngày 30 tháng 3, Tập đoàn quân cận vệ 8 cũng vượt sông Tiligul và kéo đến công kích Berezivka từ phía Đông. Trên cánh Bắc, Tập đoàn quân 57 có Quân đoàn xe tăng 23 mở đường tấn công xuống Zhovten. Không chống nổi đòn tấn công của Cụm kỵ binh cơ giới và ba tập đoàn quân Liên Xô, ngày 31 tháng 3, tướng Ewald von Kleist bỏ Berezivka, kéo Quân đoàn xe tăng 57 về giữ Odessa. Ngày 1 tháng 4, Tập đoàn quân cận vệ được lệnh chuyển hướng tấn công về phía Bắc Odessa. Quân đoàn xe tăng 23 và Cụm kỵ binh cơ giới của Pliyev cũng chuyển hướng tấn công xuống phía Nam. Ngày 2 tháng 4, Quân đoàn cơ giới cận vệ 2 đánh chiếm Razdenaya, cắt đứt con đường sắt từ Odessa lên phía Bắc. Ngày 3 tháng 4, Quân đoàn kỵ binh cận vệ 4 thọc sâu đến Belyaevka. Cụm quân Đức ở Odessa chỉ còn con đường sang Romania từ phía Tây Nam, qua bến phà Ovidiopol - Akkeman ở cửa sông Dniepr.

### Đánh chiếm Nikolayev
Tiếp quản chính diện của Tập đoàn quân 28, ngày 27 tháng 3 năm 1944, Tập đoàn quân xung kích 5 mở cuộc tổng công kích vào Nikolayev. Trung đoàn còn lại của Sư đoàn xe tăng 9 (Đức) cùng các sư đoàn bộ binh 79, 294 (Đức) và 21 (Romania) không chống đỡ nổi với 11 sư đoàn bộ binh Liên Xô có Lữ đoàn xe tăng cận vệ 20 tăng cường. Ngày 28 tháng 3, Quân đoàn bộ binh cận vệ 10 giải phóng Nikolayev. Tham gia đánh chiếm Nikolayev còn có tiểu đoàn hải quân đánh bộ 384 và một đội tình nguyện gồm 67 dân chài. Đêm 27 tháng 3, di chuyển trên 15 thuyền đánh cá, họ đã đổ bộ lên cảng Nikolaiyev và tấn công Trung đoàn bộ binh 786 (Đức) đang phòng thủ tại cảng. Cuộc chiến kéo dài đến sáng 28 tháng 3 khi có đến 700 lính Đức bị diệt, Tiểu đoàn 384 bị mất 55 người và bị quân Đức dồn về khu kho cảng. 9 giờ sáng 28 tháng 3, tướng V. D. Tsvetayev điều sư đoàn bộ binh 295 từ lực lượng dự bị đến đánh chiếm cảng Nikolayev, giải vây cho tiểu đoàn 384 và tiêu diệt Trung đoàn bộ binh 786 (Đức). Mất Nikolayev, mất đường bộ rút về Odessa, tàn quân Đức - Romania tại Nikolayev buộc phải rút về pháo đài Ochakov cố thủ. Quân đoàn bộ binh 37 được tướng V. D. Tsvetayev cho đem theo trung đoàn Katyusha cận vệ 92, Lữ đoàn pháo chống tăng 7 và trung đoàn pháo binh cận vệ 110 truy kích quân Đức đến pháo đài Ochakov. Cuộc chiến tại pháo đài Ochakov kéo dài đến ngày 2 tháng 4. Quân Đức dựa vào các công trình kiên cố, đặc biệt là trạm hải đăng để cố kháng cự trong khi không còn đường tháo chạy. Ngày 2 tháng 4, hơn 8.000 sĩ quan, binh lính Đức và Romania kéo cờ trắng ra hàng Quân đoàn bộ binh 37.
Ngày 29 tháng 3, Quân đoàn xe tăng 57 (Đức) vừa đánh vừa rút khỏi Nikolayev. Ngay khi Sư đoàn xe tăng SS "Großdeutschland" vừa chuyển hết quân và xe tăng sang bờ Tây sông Nam Bug, tướng Friedrich Kirchner đã cho nổ mìn phá hủy cây cầu đường bộ gần Varvarovka. Ngày 30 tháng 3, với sự hỗ trợ của công binh Phương diện quân, Tập đoàn quân 6 vượt sông Nam Bug trên cây cầu phao dài gần 1 km được bắc qua gần cây cầu cũ và cắt đứt đường bộ Nikolayev - Odessa. Ngày 31 tháng 3, Tập đoàn quân 6 truy kích theo Quân đoàn xe tăng 57 (Đức) đang rút về Berezivka, tiêu diệt tàn quân của Sư đoàn bộ binh 15 (Đức) và Sư đoàn bộ binh 4 (Romania) bị rớt lại sau. Ngày 1 tháng 4, Quân đoàn bộ binh 66, Trung đoàn pháo chống tăng 1248 và Tiểu đoàn súng phun lửa 251 đã đánh lui cuộc phản kích của Sư đoàn xe tăng SS "Großdeutschland", đốt cháy 38 xe tăng Đức ở phía Bắc đầm lầy Khadzhibeysk gần cửa sông Tiligul. Thừa thắng, Tập đoàn quân 6 vượt sông tiến về Odessa. Sau khi thanh toán xong cụm quân Đức-Romania ở pháo đài Ochakov, Quân đoàn bộ binh 37 cũng bắt kịp chủ lực Tập đoàn quân xung kích 5 trên bờ sông Tiligul và cùng song hành với Tập đoàn quân 6 tấn công hướng đến Odessa.

### Đánh chiếm Odessa
Ngày 31 tháng 3, Không quân Đức và Romania tổ chức một trận không kích quy mô lớn lớn vào đoàn xe tăng của Quân đoàn cơ giới cận vệ 4 đang từ phía Tây Berezivka tấn công về phía Nam. Lúc 11 giờ 40 phút, một quả bom đã rơi trúng chiếc xe tăng T-34 của Trung tướng Trofim Ivanovich Tanaschishin, tư lệnh quân đoàn, làm chết toàn bộ những người trong xe. Thiếu tướng Vladimir Ivanovich Zhdanov, tham mưu trưởng quân đoàn tạm quyền tư lệnh. Ngày 2 tháng 4, Quân đoàn cơ giới cận vệ 4 tiếp tục mở đường cho Cụm kỵ binh cơ giới và Tập đoàn quân 37 tiến xuống phía Nam. Ngày 3 tháng 4, Quân đoàn cơ giới cận vệ 4 cắt đứt đường sắt Odessa - Tiraspol ở nhà ga đầu mối Kutschurgan, đặt Cụm quân Đức ở Odessa trước nguy cơ bị hợp vây.
Ngày 4 tháng 4, tướng Ferdinand Schörner lệnh cho Quân đoàn xe tăng 57 (Đức) đổi hướng rút lui sang phía Tây, tổ chức một cuộc công kích lớn vào Quân đoàn cơ giới cận vệ 4 và Quân đoàn xe tăng 23 (Liên Xô) nhằm chiếm lại con đường sắt Razdenaya - Tiraspol, tạo một cửa mở để rút lui sang bên kia sông Dniestr. Không quân Đức tổ chức oanh tạc vào Cụm kỵ binh cơ giới của tướng I. A. Pliyev đã tấn công xuống phía Nam. Ngày 5 tháng 4, tại khu vực nhà ga đầu mối Kutschurgan diễn ra các trận đánh quyết liệt giữa Quân đoàn xe tăng 57 (Đức) và 3 quân đoàn xe tăng, cơ giới và kỵ binh Liên Xô. Trong khi trận đánh ở Kutschurgan vẫn tiếp diễn thì ngày 6 tháng 4, Tập đoàn quân 57 (Liên Xô) đã tiến đến sông Dniestr phía Bắc Tiraspol. Không thể chống lại đòn tấn công hợp lực của quân đội Liên Xô, ngày 7 tháng 4, Quân đoàn xe tăng 57 (Đức) bỏ nhiệm vụ khai thông con đường sắt Odessa - Tiraspol và chia làm hai cánh rút chạy. Các sư đoàn xe tăng SS "Totenkopf" và "Großdeutschland" lao đến Tiraspol, chiếm lấy cây cầu đường sắt và bỏ chạy sang Bendery. Các sư đoàn bộ binh rút về phía Nam nhằm hướng Belyaevka. Khi đòn phá vây của Quân đoàn xe tăng 57 thất bại, ngày 8 tháng 4, tướng Ferdinand Schörner lệnh cho các đơn vị Đức và Romania đóng xung quanh Odessa tự do di tản.
Các sư đoàn bộ binh 17, 258, 294, 335 và Sư đoàn sơn chiến 3 (Đức) trong khi rút sang phía Tây đã rơi đúng vào tuyến tấn công của Tập đoàn quân 37. Quân Đức bỏ lại tất cả các loại xe quân sự, pháo và trang bị nặng, cố chạy đến sông Dniestr và cướp thuyền đánh cá vượt sông trong khi bị quân đội Liên Xô truy đuổi sát gót. Quân đoàn bộ binh 44 (Đức) rút về phía Tây Nam, nơi có bến phà Ovidiopol nối với pháo đài Akkeman bên kia cửa sông Dniestr. Tại Odessa, chỉ còn lại hơn 6 sư đoàn hỗn hợp Đức và Romania phòng ngự không phải để giữ thành phố mà để cản hậu cho các cánh quân kia rút lui. Bị Hồng quân đánh bại và phải tháo chạy trước sức ép quân sự, Quân đội Đức Quốc xã đã trút hết mọi sự tức giận lên đầu dân thường. Các nhân chứng Andrey Şincariuc, Gregory Fesenko, Jacob Kumpan và Prokhor Didenko cho biết, tại các khu tập thể gần Nhà máy gạch Kuyalnik, khoảng 400 người dân đã bị quân Đức tàn sát, trong đó có hơn 30 trẻ em.
Ngày 9 tháng 4, cụm kỵ binh cơ giới Pliyev đánh chiếm Belyaevka, tiêu diệt một số sư đoàn Đức và Romania chưa kịp vượt sông. Tập đoàn quân cận vệ 8 điều chỉnh hướng tấn công vòng qua Odessa ở phía Tây Bắc, đánh chiếm các cứ điểm Freydental (???) và Peterstal (???), vây bọc thành phố từ phía Tây. Tập đoàn quân 6 đánh chiếm các thị trấn Dalnik (Velykyi Dalnik) và Usatove, tiếp cận Odessa từ phía Bắc. Tập đoàn quân xung kích 5 tiến dọc theo bờ biển, đánh chiếm Kuyalnik, công kích Odessa từ phía Đông. Hạm đội Biển Đen điều động 3 tàu khu trục, 6 pháo hạm, hơn 20 xuồng chiến đấu áp sát bờ biển từ Odessa đến Ovidiopol, ngăn chặn các tàu chiến Romania tiếp cận Odessa. Pháo của các hạm tàu đã bắn yểm hộ dọc đường tiến quân của Tập đoàn quân xung kích 5 và bắn chặn vào đoàn quân Đức - Romania đang tháo chạy trên con đường sắt và đường bộ từ Odessa đến Ovidiopol. Từ ngày 8 đến ngày 9 tháng 4, Sư đoàn ném bom ban ngày 224 và Sư đoàn ném bom ban đêm 262 của Tập đoàn quân không quân 17 đã đánh chìm các tàu vận tải của quân Đức tại cảnh Odessa, loại bỏ khả năng rút lui bằng đường biển của quân Đức. Đêm 9 tháng 4, sau một đợt pháo kích ngắn, các Tập đoàn quân 6 và xung kích 5 đột nhập và Odessa từ phía Bắc và phía Đông. Tập đoàn quân cận vệ 8 cũng tiến vào thành phố từ phía Tây. Các đội du kích Liên Xô ở khu vực Odessa do S. I. Drozdov, E. P. Barkalov, K. A. Timofeeva, L. F. Gorbelya và N. A. Krylevsky chỉ huy đã dẫn đường cho quân chủ lực và tham gia dập tắt các ổ phòng ngự của quân Đức trong thành phố. Đội du kích của M. P. Kanchetti (gồm các quân nhân Séc và Slovakia trong Trung đoàn Slovakia đóng tại Odessa đào ngũ sang với du kích Liên Xô cuối năm 1943) đã lập công lớn. Họ đã đánh lừa và tiêu diệt đại đội vệ binh Đức bảo vệ con đập Khadzhibeevsk ở cửa sông Peresyp. Chặn đứng ý đồ tháo nước làm ngập lụt ngoại ô phía Đông Odessa và mở đường cho Tập đoàn quân xung kích 5 tấn công vào thành phố. 10 giờ sáng ngày 10 tháng 4, quân đội Liên Xô hoàn toàn làm chủ thành phố Odessa.

### Trên bờ sông Dniestr
Sau khi Quân đội Liên Xô giải phóng Odessa, chiến sự vẫn tiếp dọc theo sông Dniestr, nơi tàn quân Đức và Romania đang lách qua các khe hở trên tuyến tiến công của các tập đoàn quân Liên Xô để bỏ chạy qua sông Dniestr. Nửa đêm 12 tháng 4, Quân đoàn xe tăng 23 hỗ trợ cho Quân đoàn bộ binh 68 (Tập đoàn quân 57 - Liên Xô) đánh chiếm một đầu cầu nhỏ ở Parkapy (Parcani), phía tây Tiraspol 6 km. Đêm 13 tháng 4, Quân đoàn bộ binh 9 (Tập đoàn quân 57) cũng vượt sông, đánh chiếm các đầu cầu rộng hơn Butor và Sheryany (???) trên bờ Tây sông Dniestr, phía Nam Tiraspol. Ngày 13 tháng 4, Tập đoàn quân 37 (Liên Xô) đánh bật Sư đoàn xe tăng 3 SS "Totenkopf" khỏi ngoại ô Đông Nam Tiraspol. 4 sư đoàn của Tập đoàn quân 37 đã vượt sông Dniestr, đánh chiếm khu vực đầu cầu Slobozia-Moldavanskii rộng 2 km, sâu 1,5 km, cách Tiraspol 4 km về phía Tây Nam. Ngày 15 tháng 4, Quân đoàn bộ binh 29 (Tập đoàn quân cận vệ 8) cũng đánh chiếm được một đầu cầu trên bờ tây sông Dniestr cách Belyaevka 2 km về phía Đông Nam.
Chiến sự vẫn còn tiếp diễn ác liệt trên khu vực Ovidiopol. Tàn quân Đức tại đây dưới sự yểm hộ của các xe tăng hạng nặng vẫn cố gắng chống cự để giữ lấy con đường tháo chạy cuối cùng sang pháo đài Akkerman, bên kia sông Dniestr. Ngày 11 tháng 4, Tập đoàn quân không quân 17 phối hợp với các pháo hạm của Hạm đội Biển Đen tổ chức một cuộc oanh kích lớn vào Ovidiopol và Akkerman. Đến cuối ngày 11 tháng 4, toàn bộ các bến vượt, cầu phao, thuyền, phà và các phương tiện vượt sông của quân Đức và Romania đều bị phá hủy. Ngày 12 tháng 4, Quân đoàn kỵ binh cận vệ 4, Sư đoàn bộ binh 152 và Trung đoàn pháo tự hành cận vệ 5 (Liên Xô) mở cuộc tổng công kích vào Ovidiopol. Chỉ có một vài nhóm tàn quân Đức và Romania bơi thoát sang Akkerman. Số còn lại hạ vũ khí đầu hàng. Ngày 13 tháng 4, Quân đội Liên Xô hoàn toàn làm chủ Ovidiopol và khu vực phía Bắc cửa sông Dniestr.

## Kết quả
Chỉ sau 20 ngày, Phương diện quân Ukraina 3 (Liên Xô) đã đánh bại 20 sư đoàn Đức và Romania trên khu vực giữa sông Ingul và sông Dniestr. Trong điều kiện địa hình bị chia cắt bởi nhiều con sông nhỏ, lạch nước, đầm phá và thời tiết bất lợi, Quân đội Liên Xô đã tiến về phía Tây hơn 180 km, giải phóng một vùng rộng lớn ở Nam Ukraina, trong đó có các thành phố quan trọng như Odessa, Nikolayev, các đầu mối giao thông chiến lược ở Tiraspol, Ovidiopol, trong đó có cụm phòng thủ Mayak (Đèn biển) của quân Đức ở Ovidiopol và pháo đài Ochakov rất quan trọng trong điều hành giao thông hàng hải.
Mất Odessa, quân Đức mất một căn cứ hải quân và hậu cần quan trọng ở Biển Đen trong việc tiếp tế cho Tập đoàn quân 17 (Đức) đang bị vây hãm ở Krym. Các tàu vận tải của hải quân Đức và Romania phải dùng cảng Constanţa để duy trì việc cung cấp cho Tập đoàn quân 17 trên tuyến đường biển mà Hạm đội Biển Đen (Liên Xô) đã giành quyền kiểm soát cả trên mặt nước, trên không và dưới nước. Trong chiến dịch này, quân đội Liên Xô thu được rất nhiều chiến lợi phẩm. Tại cảng Odessa, trong các kho hàng và trên đoạn đường sắt từ ga Vydoga đến cảng Odessa, quân Đức đã không kịp chuyển đi một khối lượng hàng hóa quân sự rất lớn còn nguyên trên các đoàn tàu, các đoàn xe tải. Quân đội Đức Quốc xã bị tổn thất đến trên 50% quân số và chỉ có sự tăng viện bằng các sư đoàn được điều động từ Nam Tư, Hungary và Hy Lạp mới có thể cứu Tập đoàn quân 6 (Đức) khỏi bị giải thể một lần nữa.
Với nhiều đầu cầu quan trọng chiếm được trên bờ Tây sông Dniestr, Quân đội Liên Xô có nhiều điều kiện thuận lợi để tiến hành các chiến dịch tấn công vào vùng Nam Moldova, mở cánh cửa vào Balkan. Hạm đội Biển Đen (Liên Xô) tiếp quản cảng Odessa, một hải cảng lớn có tầm ảnh hưởng rất rộng ở Tây Bắc Biển Đen. Giờ đây, các tàu nổi, tàu ngầm và không quân của hải quân Hạm đội Biển Đen có thể tăng tầm tấn công vào các khu vực phía Đông Balkan, các hải cảng quan trọng của quân Đức ở Constanţa (Romania), Varna, Burgas (Bulgaria) và khống chế khu vực phía Đông Biển Đen. Odessa cũng trở thành một căn cứ hậu cần quan trọng để Hạm đội Biển Đen khống chế cảng Sevastopol, đánh vào các tuyến tiếp tế đường biển của quân Đức đến Sevastopol, cái "dạ dày" của Tập đoàn quân 17 (Đức) ở Krym, đẩy tập đoàn quân này vào tình thế ngày càng tuyệt vọng hơn.